# State of Love and Trust
"State of Love and Trust" é uma canção da banda de rock americana Pearl Jam, lançada em 1992 como parte da trilha sonora do filme Singles. A letra foi escrita pelo vocalista da banda, Eddie Vedder, enquanto a música foi composta pelo guitarrista Mike McCready e pelo baixista Jeff Ament.
A canção também fez parte da coletânea de maiores sucessos da banda, rearviewmirror: Greatest Hits 1991–2003, e uma primeira versão da música foi incluída na versão de luxo do álbum de estréia da banda, Ten, em 2009.